# Marian Załucki

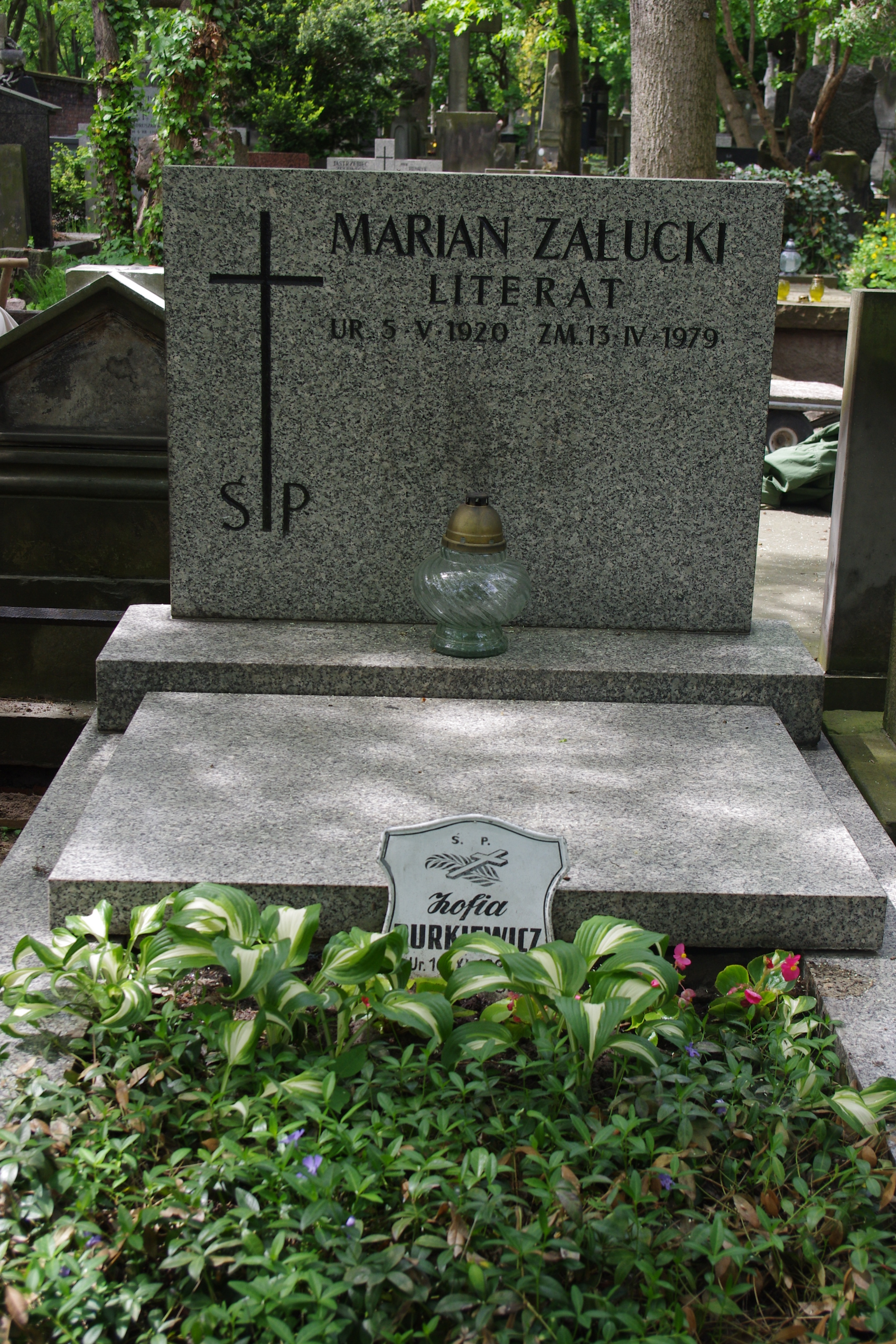
Grób Mariana Załuckiego na Starych Powązkach w Warszawie

Marian Załucki (ur. 5 maja 1920 w Kołomyi, zm. 13 kwietnia 1979 w Warszawie) – polski poeta, satyryk i pisarz.

## Życiorys
Dzieciństwo spędził we Lwowie, po II wojnie światowej mieszkał w Krakowie. W okresie studiów na Uniwersytecie Jagiellońskim debiutował w 1945 roku wierszami satyrycznymi w  „Przekroju”, współpracował też z „Szpilkami”, „Echem Krakowa” i „Życiem Literackim”. W 1953 podpisał rezolucję ZLP w sprawie procesu krakowskiego.
Na scenie zadebiutował w Teatrze Satyryków, w którym prezentował swoje wiersze. W latach 1956–1967 występował w kabarecie Wagabunda, a od 1962 w teatrach warszawskich Buffo i Syrena oraz kabaretach „U Lopka”, „Dudek” i w popularnych programach Podwieczorek przy mikrofonie, Poznajmy się, Zgaduj zgadula.
Został pochowany na cmentarzu Powązkowskim w Warszawie (kwatera 170-5-22).

## Publikacje

### Satyryczne
- Przejażdżki wierszem (1954)
- Uszczypnij muzo (1955)
- Oj-czyste kpiny (1959)
- A nie mówiłem? (1961)
- Niespokojna czaszka (1965)
- Czy pani lubi Załuckiego (1967)
- Komu do śmiechu (1970)
- Przepraszam – żartowałem (1974)
- Pieszczoty rodaków (1978)
- Kpiny i kpinki (zbiór wierszy ukazał się po śmierci autora, w 1985)
- Pomysły znad Wisły

### Dla dzieci
- Marian Załucki, Karol Szpalski, Antoni Pucek, O dzięciole, pelikanie, żabie, jeżu i bocianie, Warszawa: "Nasza Księgarnia", 1952 [dostęp 2018-03-28]. Brak numerów stron w książce
- Marian Załucki, Karol Szpalski, Jerzy Karolak, Nasi chłopcy na boisku, Warszawa: "Nasza Księgarnia", 1954 [dostęp 2018-03-28]. Brak numerów stron w książce
- Marian Załucki, Karol Szpalski, Jerzy Jeżewski, O Antku co wioskę porzucił, Warszawa: "Nasza Księgarnia", 1953 [dostęp 2018-03-28]. Brak numerów stron w książce
- Marian Załucki, Karol Szpalski, Barbara Gawdzik-Brzozowska, Uszanowanie, panie bocianie, Kraków: Wydawnictwo Literackie, 1961 [dostęp 2018-03-28]. Brak numerów stron w książce
- Marian Załucki, Karol Szpalski, Barbara Gawdzik-Brzozowska, Dziwne przygody płynącej wody, Kraków: Wydawnictwo Literackie, 1967 [dostęp 2018-03-28]. Brak numerów stron w książce
- Marian Załucki, Karol Szpalski, Małgorzata Zachorowska, Ananasy z naszej klasy, Kraków: Wydawnictwo Literackie, 1984, ISBN 83-08-01038-5 [dostęp 2018-03-28]. Brak numerów stron w książce